# Cyclisme à Strasbourg
Avec plus de 600 km d’itinéraires cyclables en 2025, le cyclisme à Strasbourg est très développé. La ville disposerait ainsi du 1er réseau vélo de France.

## Histoire de la pratique cyclable
Dès 1869, la municipalité strasbourgeoise édite un arrêté sur l'usage du vélo, complété par une réglementation détaillée en 1892.
La première piste cyclable de la ville, reliant le cimetière Sainte-Hélène à la place du Faubourg de Pierre, est réalisée en 1930.
Jean Chaumien, pasteur au début des années 1970 lorsqu’il enterre une jeune cycliste mère de famille décédée lors d’un accident de la circulation à Strasbourg, débute alors une action pour renforcer le droit des cyclistes et crée, en mai 1975, un groupe de pression associatif, le CADR (Comité d’actions deux roues) qu’il présidera jusqu’en 2012. Le CADR est ainsi la seconde association française de cyclistes urbains après MDB (Mouvement de Défense de la Bicyclette) parisien qui a vu le jour en 1974.
Un « schéma directeur vélo » est adopté en 1978. En 1982, Jean Chaumien, arrive à persuader Pierre Pfimlin que le double sens cyclable n’est pas dangereux. Le premier magistrat prend alors la décision de mener une expérimentation d’un an dans quelques rues du centre ville malgré l’avis contraires de ses services.
En 1988, la ville compte 100 kilomètres de pistes cyclables. A la fin des années 1980, le CADR milite activement contre le projet d’un métro à Strasbourg, lui préférant la création d’un tramway. Catherine Trautmann et son adjoint aux déplacements Roland Ries réintroduisent le tramway à Strasbourg dès 1994. En une décennie, la ville de Strasbourg est métamorphosée : la circulation du centre-ville est totalement restructurée et de nombreux aménagements cyclables sont créés en parallèles des extensions du tramway.
D'autres plans d'action en faveur du vélo sont adoptés en 1994 et en 2010.

## Réseau cyclable
Située à la jonction des deux EuroVelo routes EV5 et EV15, Strasbourg possède le premier réseau cyclable de France et l'un des plus importants d'Europe avec 560 kilomètres de pistes et bandes cyclables en 2017.
Strasbourg est reliée à Rotterdam, au nord, et à Andermatt en Suisse, au sud, par la véloroute Rhin (EuroVelo 15). Une jonction directe au réseau allemand s'effectue par la passerelle des deux rives empruntée par une piste européenne transfrontalière de près de 60 kilomètres de long qui relie Molsheim, sur la véloroute du vignoble d'Alsace, à Offenbourg, étape du « Drei Täler Radweg » sur la Route des Vins badoise, en longeant le canal de la Bruche. Une autre piste revêtue de longueur similaire, partie intégrante de l'EV5 (Via Francigena de Londres à Rome/Brindisi), entre dans l'agglomération par le canal de la Marne au Rhin depuis la sortie du tunnel d'Arzviller à proximité du plan incliné de Saint-Louis-Arzviller via Saverne. À Strasbourg, l'EV5 croise l'EV15 (véloroute Rhin) et quitte la capitale européenne vers l'ouest par la voie verte du canal de la Bruche pour rejoindre la véloroute du vignoble d'Alsace à Soultz-les-Bains. Quant à l'EuroVelo 15, elle quitte la ville par le sud sur le chemin de halage du canal du Rhône au Rhin pour rejoindre la Suisse par Bâle.
Le principal itinéraire cyclable de l'agglomération est la Piste des Forts. Celle-ci propose un parcours de 85 kilomètres, de part et d'autre du Rhin, permettant de découvrir l'ancienne ceinture de forts construite durant l'annexion de l'Alsace-Lorraine.
La ville s'est dotée d'infrastructures adaptées et compte aujourd'hui plus de 7 700 arceaux. Strasbourg compte également plusieurs parkings à vélos répartis en son centre. Le plus grand d'entre eux, couvert et sécurisé, est situé près de la gare et compte 760 places.

## Location de vélo

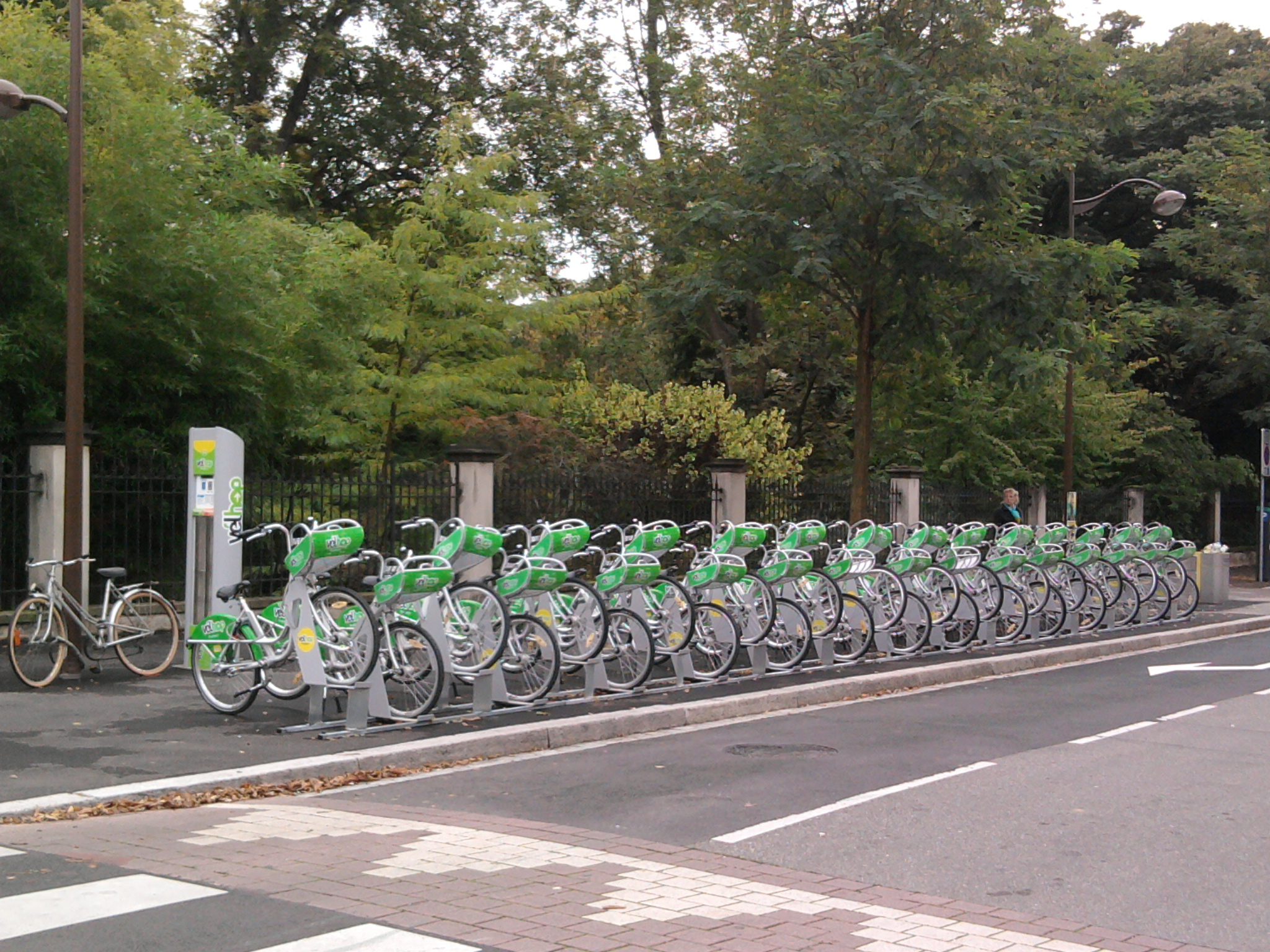
Station Vélhop.

Inauguré le 23 septembre 2010, l'Eurométropole propose un service de location de vélos, le Vélhop. Basé sur la technologie Smoove et géré par la Compagnie des transports strasbourgeois (CTS), il permet de louer une bicyclette pour une courte (heure, journée) ou longue durée (semaine, mois, trimestre, année). Ne permettant pas de trajets occasionnels d'une station à une autre, le Vélhop n'est pas un service de vélos en libre-service.
Enfin, la Fédération française des usagers de la bicyclette (FUB), qui fédère plus de 170 associations locales de promotion du vélo en tant que mode de transport au quotidien, s'est implantée à Strasbourg à sa création en 1980.